# Gran Premi d'Espanya del 1954
Resultats del Gran Premi d'Espanya de la temporada 1954 disputat al circuit de Pedralbes el 24 d'octubre del 1954.

## Classificació
| Pos  | No | Pilot                | Equip    | Voltes | Temps/ Retirada         | Pos. de sortida | Punts |
| ---- | -- | -------------------- | -------- | ------ | ----------------------- | --------------- | ----- |
| 1    | 38 | Mike Hawthorn        | Ferrari  | 80     | 3h 13' 52. 1            | 3               | 8     |
| 2    | 14 | Luigi Musso          | Maserati | 80     | + 1' 13.2 min.          | 7               | 6     |
| 3    | 2  | Juan Manuel Fangio   | Mercedes | 79     | + 1 Volta               | 2               | 4     |
| 4    | 10 | Roberto Mieres       | Maserati | 79     | + 1 Volta               | 11              | 3     |
| 5    | 4  | Karl Kling           | Mercedes | 79     | + 4 Voltes              | 12              | 2     |
| 6    | 16 | Paco Godia           | Maserati | 76     | + 4 Voltes              | 13              |       |
| 7    | 26 | Louis Rosier         | Maserati | 74     | + 6 Voltes              | 20              |       |
| 8    | 28 | Ken Wharton          | Maserati | 74     | + 6 Voltes              | 14              |       |
| 9    | 18 | Prince Bira          | Maserati | 68     | + 12 Voltes             | 15              |       |
| Ret  | 12 | Sergio Mantovani     | Maserati | 58     | Frens                   | 10              |       |
| Ret  | 22 | Toulo de Graffenried | Maserati | 57     | Motor                   | 21              |       |
| Comp | 22 | Ottorino Volonterio  | Maserati |        | Cotxe compartit         |                 |       |
| Ret  | 6  | Hans Herrmann        | Mercedes | 50     | Injecció                | 9               |       |
| Ret  | 40 | Maurice Trintignant  | Ferrari  | 47     | Caixa canvi             | 8               |       |
| Ret  | 48 | Jacques Pollet       | Gordini  | 37     | Motor                   | 16              |       |
| Ret  | 24 | Harry Schell         | Maserati | 29     | Transmissió             | 4               |       |
| Ret  | 8  | Stirling Moss        | Maserati | 20     | Bomba d'oli             | 6               |       |
| Ret  | 46 | Jean Behra           | Gordini  | 17     | Frens                   | 18              |       |
| Ret  | 30 | Jacques Swaters      | Ferrari  | 16     | Motor                   | 19              |       |
| Ret  | 34 | Alberto Ascari       | Lancia   | 10     | Embragatge              | 1               | 1     |
| Ret  | 36 | Luigi Villoresi      | Lancia   | 2      | Frens                   | 5               |       |
| Ret  | 20 | Robert Manzon        | Ferrari  | 2      | Motor                   | 17              |       |
| NVS  | 42 | Peter Collins        | Vanwall  |        | Accident (No va sortir) |                 |       |

## Altres
- Pole: Alberto Ascari 2' 18. 1
- Volta ràpida: Alberto Ascari 2' 20. 4 (a la volta 3)